# 南馬迪鎮區 (伊利諾伊州傑斯帕縣)
南馬迪鎮區（英語：South Muddy Township）是位於美國伊利諾伊州傑斯帕縣的一個行政鎮區。

## 地方資料
根據2010年美國人口普查的數據，南馬迪鎮區的面積為100.00平方千米，當中陸地面積為92.40平方千米，而水域面積為7.60平方千米。當地共有人口336人，而人口密度為每平方千米3.36人。